# Raúl Martín González Francés
Raúl Martín González Francés (Las Palmas de Gran Canaria, 11 de octubre de 1988) es un árbitro de fútbol español. Pertenece al Comité de Árbitros de Las Palmas.

## Temporadas
| Categoría            | País   | Años        | Partidos |
| -------------------- | ------ | ----------- | -------- |
| Segunda División "B" | España | 2014 - 2021 | 84       |
| Segunda División     | España | 2021 - 2025 | 37       |